# Tankstelle (Jean Prouvé)

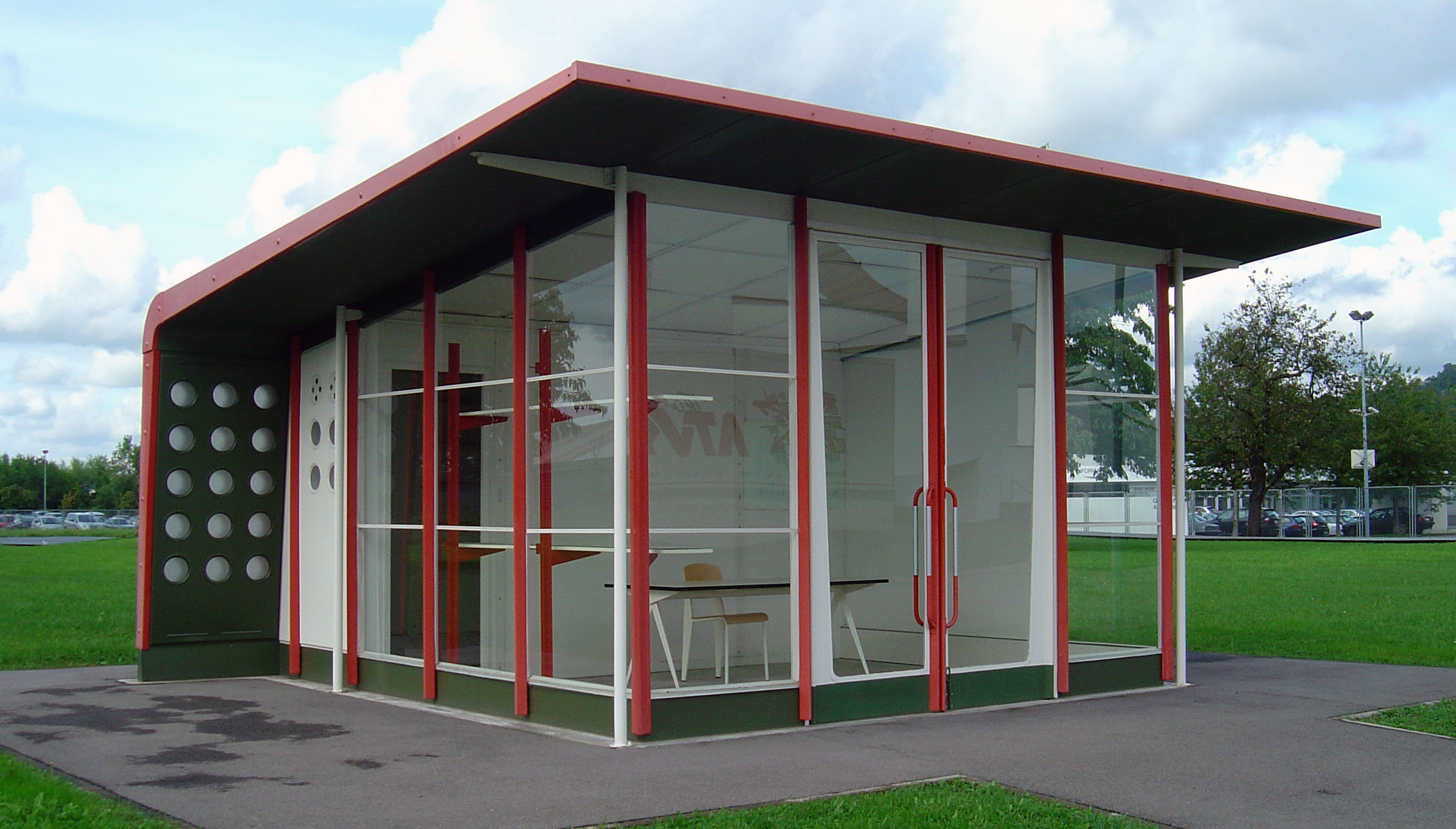
Tankstelle von Jean Prouvé

Die Tankstelle auf dem Vitra Campus in Weil am Rhein wurde 1953 von Jean Prouvé und seinem Bruder Henry Prouvé entworfen. Sie gehörte zu den ersten seriell und modular in Einzelteilen hergestellten Tankstellen und wurde für das Unternehmen Mobiloil Socony-Vacuum gebaut. Ursprünglich stand sie im Département Haute-Loire in Frankreich. Im Jahr 2003 wurde sie als eines von noch drei erhaltenen Exemplaren auf dem Vitra Campus nahe der Eingangspforte installiert. Der einfache Quader wird von einem auskragenden Dach abgeschlossen, das sich rückwändig nach unten fortsetzt und teilweise von Bullaugen durchbrochen wird. Als Baumaterial wurde Aluminium verwendet. Prouvé trennte in diesem Bauwerk konsequent das Tragwerk vom Wandaufbau, was für ihn typisch war. Durch die weiße, grüne und rote Lackierung erreichte er einen hohen Wiedererkennungswert des Pavillonsbaus. Da sich das Unternehmen Vitra für die Werke des Franzosen engagiert und Leuchten, Tische und Stühle von ihm wiederaufgelegt hat, wird durch den Tankstellenbau an diesen Designer und Architekten erinnert.